# Внутрішньокар'єрний транспорт
Внутрішньокар'єрний транспорт (рос. внутрикарьерный транспорт, англ. openpit transport, quarry haulage, quarry transport; нім. Tagebauförderbetrieb m, Tagebauförderung f, Tagebautransport m) – забезпечує переміщення гірничої маси від вибоїв на поверхню до приймальних складів (корисних копалин) і відвалів (породи розкриву) у межах гірничого підприємства. За принципом дії поділяється на циклічний і безперервний (поточний). За способом переміщення вантажу, типу ходового шляхового обладнання: на автомобільний, залізничний, конвеєрний, гідравлічний, гравітаційний, скіповий та їх комбінації між собою. За видом тяги, що характерно для колісних видів транспорту, для залізничного виділяють електричну, тепловозну, дизель-електричну; для автомобільного – дизельну, дизель-електричну та електричну тягу. За характером роботи розподіляють транспортні засоби на рухомі і стаціонарні (канатні підйоми, підвісні дороги тощо). 